# The Clique (gruppo musicale australiano)
I The Clique sono stati un duo musicale australiano che ha partecipato nel 2013 alla quinta edizione del talent show The X Factor, con il nome di Third D3gree e una componente in più, e si è posizionato quarto. Successivamente, a novembre dello stesso anno hanno pubblicato il singolo di debutto Different Kind of Love, sotto un contratto con la Sony Music, seguito dall'abbandono del gruppo di Kelebek, che gli ha fatto cambiare nome in The Clique, e dall'uscita, nel 2014, del singolo Live the Life. Nel 2015 il gruppo si è sciolto nella speranza, dei restanti membri, d'introdurre delle carriere da solisti.

## Carriera
Nel 2013 Jacinta Gulisano, Jordan Rodrigues e Kelebek partecipano alle audizioni del talent show australiano The X Factor come solisti, per poi unirsi e formare il gruppo Third D3gree nella fase dei Super Bootcamp. Vengono poi eliminati nella semifinale, posizionandosi quarti. Grazie alla partecipazione, stringono un contratto con la Sony Music e pubblicano, il 1º novembre dello stesso anno, il singolo di debutto Different Kind of Love, che raggiunge le classifiche.
Nel 2014 Kelebek abbandona il gruppo e nasce così il duo The Clique, che pubblica il 12 giugno, il singolo Live the Life, e che scioglie nel 2015.

## Membri

### Attuali
- Jacinta Gulisano - voce
- Jordan Rodrigues - voce, beatbox

### Passati
- Kelebek - voce

## Discografia

### Third D3gree
- 2013 - Different Kind of Love

### The Clique
- 2014 - Live the Life